# Дача на Юнкерова, 50-Б
Да́ча на Ю́нкерова, 50-Б — колишній дачний будинок, розташований у кварталі між вулицями Квітки Цісик, 11-ю лінією та Юнкерова, що у Пущі-Водиці (Київ).
За визначенням дослідників, будинок — один з небагатьох збережених зразків дерев'яної дачної забудови початку ХХ сторіччя.
Наказом Міністерства культури України № 869 від 15 жовтня 2014 року будівля поставлена на облік пам'яток архітектури (охоронний номер 965-Кв).

## Історія
У 1883—1897 роках частину території Пуща-Водицького лісу передали під забудову дачного селища. Місцевість розділили на ділянки по 1280 квадратних метрів кожна. 1895 року всім охочим орендувати садиби надали дозвіл на будівництво дач. Однак забудова в Пущі-Водиці пожвавилася лише 1897 року, коли почали активно розбудовувати Святошинські дачі.
Лісовий ландшафт, озера і відносно м'який клімат сприяли перетворенню Пущі-Водиці на кліматичний курорт.
1901 року дачну ділянку № 468 орендувала Е. Гохлернер, однак вона не виконала умови збудувати дачу за два роки. 1914 року садибу зайняв К. Єфремов, який звів будівлю не пізніше 1916 року. Імовірно, власник планував розмістити тут пансіонат.
1922 року радянська влада націоналізувала садибу.
За радянських часів будівля належала санаторію «Перше Травня».
Згодом у приміщенні обладнали гуртожиток санаторію на вісім квартир.
1984 року провели капітальний ремонт споруди.

## Архітектура

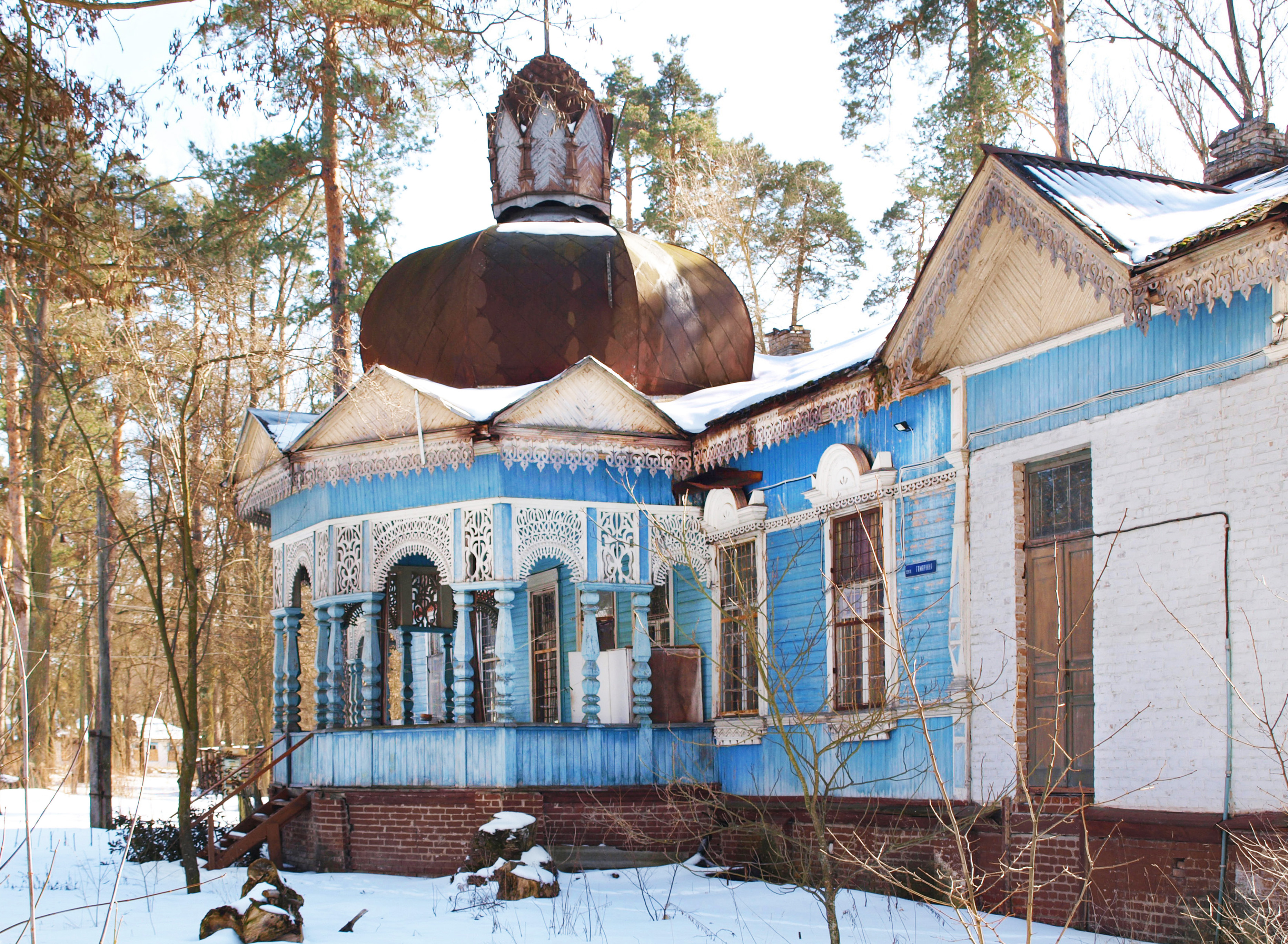
Веранда з банею

Вирішена у формах історизму з використанням елементів неоренесансу, необароко й неокласицизму.
Наріжна одноповерхова на високому цоколі, дерев'яна будівля має двосхилий дах на дерев'яних кроквах, шиферне покриття. У середині будинку — коридорне планування з двобічним розміщенням кімнат. Кухня і санвузол розташовані у північній частині дачі.
Центром композиції виступає веранда. Над нею височіє баня на здвоєних різьблених дерев'яних стовпах. Її увінчує декоративний ліхтар.
Веранду прикрашають дерев'яні різьблені арки з витонченим рисунком, фільонки і фронтони над гранями. Дах оперезаний різьбленим дерев'яним підзором.
Площини стін розчленовані прямокутними віконними прорізами, облямованими лиштвою і складними сандриками.
У кімнатах дачі збереглися грубки, а на стелях — плафонні розети.